# Urochondra
Urochondra  es un género monotípico de plantas herbáceas,  perteneciente a la familia de las poáceas. Su única especie: Urochondra setulosa (Trin.) C.E.Hubb., es originaria del nordeste tropical de  África.

## Sinonimia
- Crypsis dura Boiss.
- Crypsis setulosa (Trin.) Mez
- Heleochloa dura (Boiss.) Boiss.
- Heleochloa setulosa (Trin.) Blatt. & McCann
- Sporobolus setulosus (Trin.) A.Terracc.
- Vilfa setulosa Trin.[2]